# Françoise Bella
Pour les articles homonymes, voir Bella.
Françoise Joséphine Bella est une footballeuse camerounaise née le 9 mars 1983. Elle joue au poste de milieu de terrain. Elle participe avec l'équipe du Cameroun aux jeux olympiques d'été 2012.

## Biographie

### Carrière en club
Françoise Bella commence sa carrière en 2000 dans l'équipe du Canon Yaoundé puis part à l'automne 2001 au Nigeria pour l'équipe des Inneh Queens. 
Elle joue la saison 2008–2009 chez les Pelican Stars à Calabar puis part en janvier 2008 pour les Bayelsa Queens. 
Au début de 2010 elle revient au Cameroun et signe au FC Yaoundé, où elle joue deux ans. Au début de 2012 elle repart pour le Nigeria chez les Rivers Angels F.C..

### Carrière internationale
Bella intègre en 2001 l'équipe nationale du Cameroun et en devient en 2009 la capitaine.
L'équipe des "Lionnes indomptables" du Cameroun se qualifie pour la phase finale de la Coupe d'Afrique des nations féminine de football en 2004. La prestation de Françoise Bella en milieu de terrain est particulièrement remarquée et elle est nommée pour le prix de la meilleure joueuse africaine, en compagnie de Perpetua Nkwocha, dans l'équipe du Nigéria, et de Naïma Laouadi dans l'équipe d'Algérie. C'est finalement Perpetua Nkwocha qui remporte ce prix.
En juillet 2012, elle est sélectionnée pour les Jeux olympiques d'été de 2012 à Londres. Elle joue trois matchs lors du tournoi olympique.